# Fortuna Fahrzeugbau
Die Fortuna Fahrzeugbau ist ein 1946 von Bernhard Schwartbeck im münsterländischem Ochtrup gegründeter Hersteller landwirtschaftlicher Geräte. Das mittelständische Familienunternehmen konstruiert und produziert an zwei Standorten in Deutschland Anhänger für die Landwirtschaft, den Garten- und Landschaftsbau sowie den Erdbau.

## Geschichte
1946 gründete der Ingenieur Bernhard Schwartbeck im münsterländischen Ochtrup die Bernhard Schwartbeck Landmaschinen nach dem Wortlaut der Gewerbeanmeldung eine Verkaufsstelle für landwirtschaftliche Maschinen und Verbrauchsgegenstände und Produktionsstätte für vorbezeichnete Artikel.
Begonnen wurde die Produktion mit der Herstellung von Schaukelwaschmaschinen.
Ab den 1950er Jahren fertigte das Unternehmen dann landwirtschaftliche Geräte wie Löffelegge, Körnergebläse oder auch Höhenförderer. Der erste selbst entwickelte Anhänger war der Stalldungstreuer Fortuna-Spezial der 1952 auf den Markt gebracht und in den Folgejahren bundesweit verkauft wurde. Ab 1960 wurde der Betrieb um den Landmaschinenhandel und die Reparaturen von Traktoren bekannter Marken wie Lanz, Hanomag oder John Deere erweitert.
1982 übernahm Maschinenbaumeister Bernhard Schwartbeck die Geschäftsleitung von seinem gleichnamigen Vater und strukturiert den Betrieb danach um. Der Handel mit Traktoren wurde eingestellt und das Unternehmen konzentrierte sich in Folge auf die Produktion landwirtschaftlicher Anhängermodelle, Fahrgestelle für die Umwelttechnik sowie Lkw-Anhänger für den Garten- und Landschaftsbau. Im Unternehmen werden dazu eine konische Kippbrücke sowie selbstöffnende und -schließende Heckklappen entwickelt. Am 21. Februar 1985 erfolgte die Anmeldung der konische Kippbrücke beim Deutschen Patentamt als Gebrauchsmuster (G 85 04 885.2). Die Innovation dabei war die konische Bauform, welche aufgrund des Eigengewichtes des Ladegutes und der weiteren Öffnung am Ende der Kippbrücke, zu einer besseren Entladung von Schüttgütern bei trägt. Diese ist heutzutage ein Standard bei fast allen Kippfahrzeugen für Schüttgüter. 1986 begann die Zusammenarbeit mit der Firma Doppstadt einem, nach eigenen Angaben, weltweit führenden Hersteller im Bereich Umwelttechnik.
1997 erfolgte der Gebrauchsmusterschutz für ein Transportfahrzeug bei dem sich laut Anmeldung: Ladeflächenendbereich und die Auffahrrampe in deren Ruhestellung zu einer oberseitig ebenen, mit der übrigen Ladefläche fluchtenden Fläche ergänzen.
2002 entwickelte Fortuna eine Halterung um über der Zugdeichsel alle Hydraulik- und Elektroverbindungsleitungen geordnet anbringen zu können. Der Gebrauchsmusterschutz erfolgte im selben Jahr. Nach mehreren Erweiterungen am Standort in der Alte Maate zwischen 1991 und zuletzt 2007 mit einer Lackiererei, wurde für die weitere Expansion 2008 ein zusätzlicher Produktionsstandort in Ochtrup erworben und ein zweites Werk in der Schützenstraße errichtet.
2009 übernahm Bernd Schwartbeck nach abgeschlossenem Wirtschaftsingenieur Studium mit seinem Bruder und Schweißfachmann Christian Schwartbeck die Geschäftsführung von seinem Vater. Im selben Jahr fertigte Fortuna einen der größten europäischen Branntkalk Düngerstreuer als Sonderanfertigung. Dieses Tridem-Fahrzeug erreicht mit einer Schneckenstreuung eine Arbeitsbreite von bis zu 20 Metern. 2011 folgte der Bau einer neuen Produktionshalle am Werk II gefolgt von der Erweiterung der Produktpalette um große Muldenkipper wie beispielsweise den Tridem-Muldenkipper FTM 300 / 9.0 mit 57 m³ Ladevolumen. 2015 wurde ein selbstentwickeltes Planensystem sowie neue Systeme für variable Überladehöhen für Muldenkipper und Dreiseitenkipper mit doppelten Stahlaufsätzen sowie federnd abklappbaren Pendelaufsätzen vorgestellt.

## Unternehmen
An den beiden Produktionsstandorten in Ochtrup Werk I, Alte Maate und Werk II, Schützenstraße in Ochtrup entstehen Anhänger wie Dreiseitenkipper, Muldenkipper, Schwerlast-Muldenkipper, Abschiebewagen, Hakenliftanhänger, Viehtransporter, Lkw-Dreiseitenkipper, Lkw-Tieflader und Sonderanfertigungen. Die Produktion erfolgt dabei individuell und kundenspezifisch. Über 550 Fahrzeuge verlassen jährlich das Werk. Darüber hinaus fertigt Fortuna Fahrgestelle und Baugruppen für die mobilen Entsorgungsmaschinen der Firma Doppstadt Calbe GmbH.

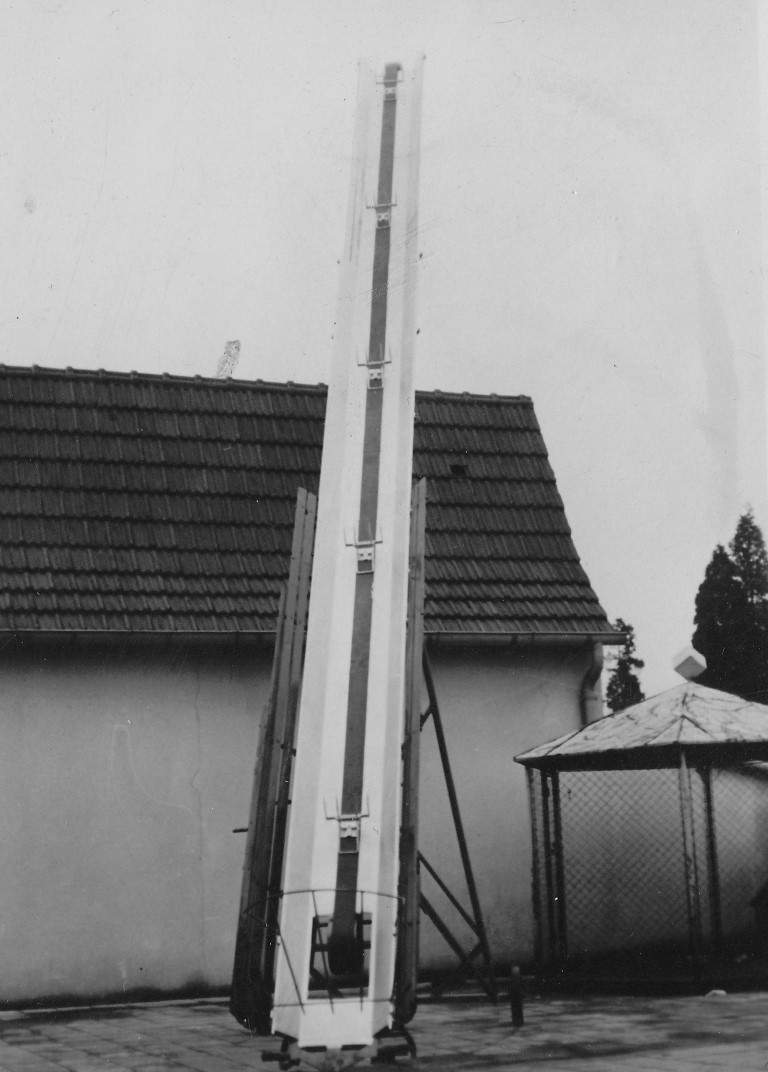
Höhenförderer (1968)
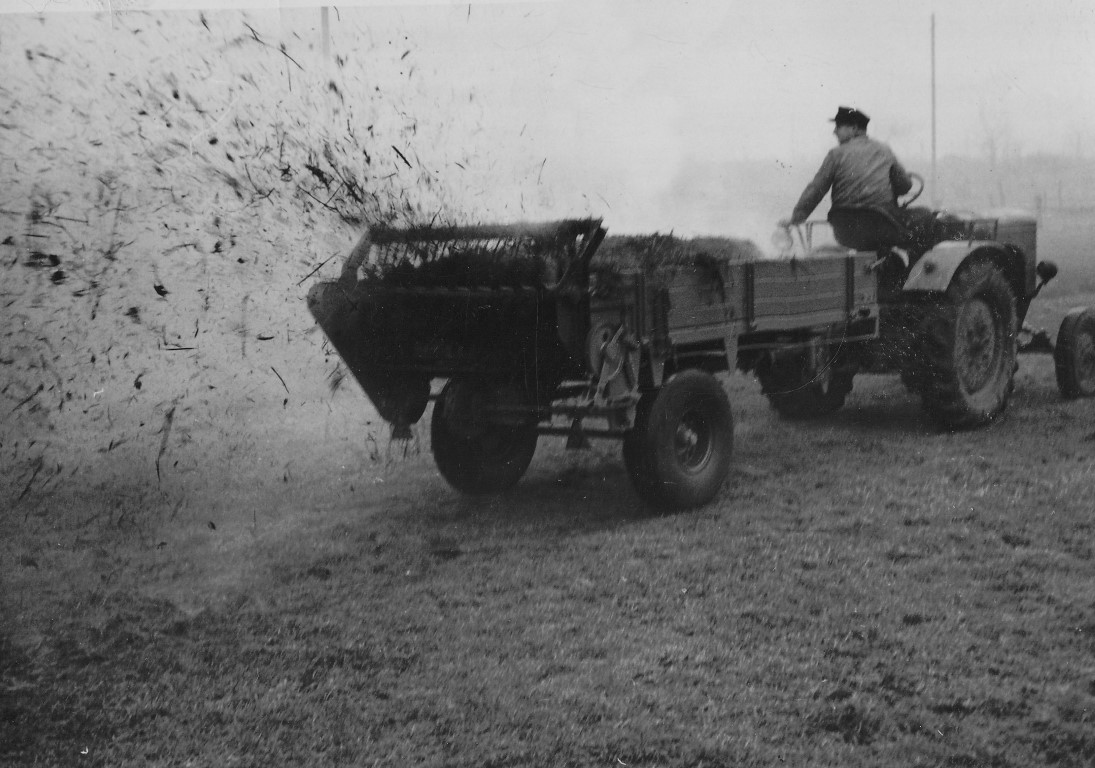
Stalldungstreuer Fortuna-Spezial im Einsatz (1954)
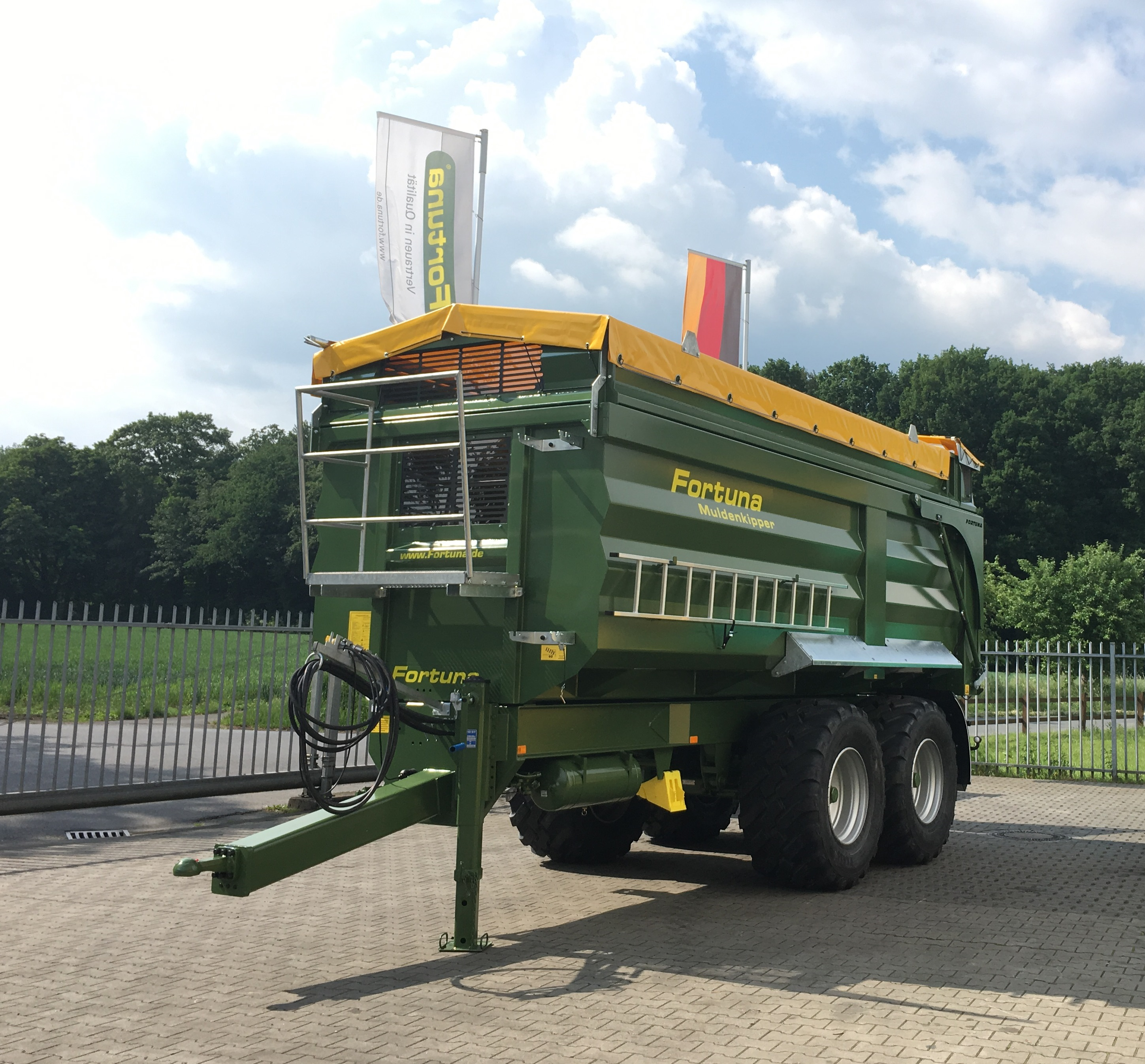
Muldenkipper vom Typ FTM 200 am Werk I (Baujahr 2016)
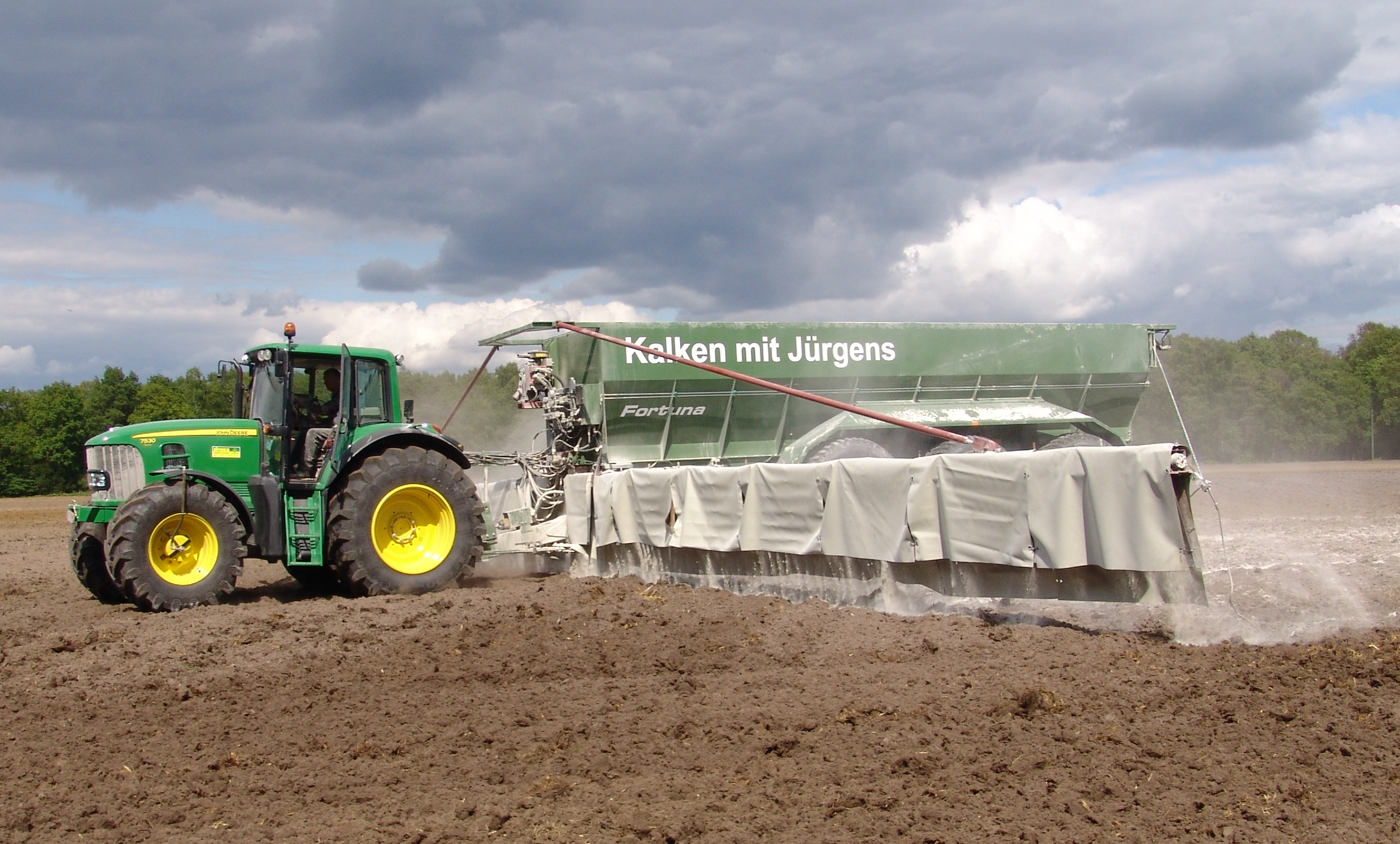
Branntkalkstreuer Sonderanfertigung im Einsatz (2009)

## Trivia
Seit 2007 werden von der Firma Sieper acht Anhängertypen von Fortuna, im Rahmen der Siku-Spielzeugserie „Farmer“ als Modelle auf dem Markt angeboten, wie zum Beispiel der Zwei-Achs-Anhänger, die Fortuna Tridem-Hakenlift-Mulde, der Ein-Achs-Muldenkipper oder der Fortuna Tandem-Viehtransporter. Auch die Firma Wiking Modellbau bietet einen historischen Fortuna Anhänger aus den 1950er Jahren  sowie den ersten Stalldungstreuer Fortuna-Spezial als Modell in seiner Klassik Editiom der Nenngröße H0 1:87 an.